# Bahía Luisa
Bahía Luisa (en inglés: Luisa Bay) es una pequeña bahía que se encuentra entre Cabo Vakop y Monte Bolo en la costa norte de la isla San Pedro. Fue examinado por la Encuesta Georgia del Sur en 1951-1952, y nombrado por el Comité de Lugares Geográficos Reino Unido en la Antártida para el bajo el nombre Luisa, uno de los vasos de la Compañía Argentina de Pesca, que participó en el establecimiento de la primera estación ballenera permanente en Grytviken, Georgia del Sur, en 1904. El buque es ahora una mole tumbado en la caleta Vago.